# Mimudea latipennalis
Mimudea latipennalis là một loài bướm đêm trong họ Crambidae.